# Walter Höhler
Walter Höhler (ur. 11 kwietnia 1907 w Hildburghausen, zm. ?) – zbrodniarz hitlerowski, dentysta SS w obozie koncentracyjnym Mauthausen-Gusen i SS-Obersturmführer.
Członek NSDAP (nr 514230), SS (nr 295116) oraz, w latach 1931–1933, SA. W latach 1941–1942 lekarz obozowy w Oranienburgu. Następnie służył w 9 Regimencie Piechoty SS, skąd 1 maja 1944 przeniesiono go na stanowisko lekarza obozowego w Mauthausen-Gusen. W obozie tym Höhler pozostał do 23 listopada 1944. Usuwał zamordowanym więźniom złote zęby i mostki.
W procesie załogi Mauthausen-Gusen (US vs. Johann Altfuldisch i inni) przed amerykańskim Trybunałem Wojskowym w Dachau Höhler skazany został na karę śmierci przez powieszenie. Wyrok ten jednak następnie zamieniono na dożywocie.